# Gazipur (stad)
Gazipur is een stad in Bangladesh. De stad is de hoofdstad van het district Gazipur. Bij de volkstelling van 2022 had de stad 2.677.715 inwoners. In het zuiden is de stad vastgegroeid aan de hoofdstad Dhaka.